# Aéroport de Dinard-Pleurtuit-Saint Malo
Pour les articles homonymes, voir DNR.
L'aéroport de Dinard-Bretagne anciennement Dinard-Pleurtuit-Côte d'Emeraude et Dinard-Pleurtuit-Saint Malo (code IATA : DNR • code OACI : LFRD) est situé pour partie sur la commune de Pleurtuit et sur celle de Saint-Lunaire en Ille-et-Vilaine à 5 km au sud-sud-est de Dinard et 8 km au sud-sud-ouest de Saint-Malo, et dessert principalement les villes de Dinard, Dinan, Cancale et Saint-Malo.
Il appartient au Conseil régional de Bretagne qui en a confié la gestion à la Société d'Exploitation des Aéroports de Rennes et Dinard (SEARD), groupement constitué de la chambre de commerce et d'industrie d'Ille-et-Vilaine (51 %) et du groupe Vinci Airports (49 %),,,.

## Historique
Le 22 août 1909 est inauguré le premier terrain d'aviation de Dinard sur le champ de courses hippiques du lieu-dit le Bois Thomelin. Roland Garros, vient s'y entraîner en 1910, ainsi que Charles Nungesser, en 1923. Le 12 août 1913, Marcel Brindejonc des Moulinais (1892-1916) en provenance de Marseille atterrit à Dinard.
Le 26 avril 1927, la ville fait l'acquisition des 60 hectares appartenant à la Société des courses hippiques pour la somme de 150 000 francs.
De 1933 à 1938, l'hippodrome et le terrain d'aviation continuent à partager en côte à côte leur activité. La Ville de Dinard héberge sur place le responsable de sa base aéronautique. Elle lance également un projet de construction d'un aérodrome en 1933, auquel répondent les architectes Eugène Beaudouin (1898-1983), grand prix de Rome, et Marcel Lods (1891-1978).
En 1935, un premier hangar est construit, puis un nouveau concours est ouvert pour la réalisation de constructions. En 1936-1938 l'aérodrome est établi avec l'ouverture à la circulation aérienne en date du 11 mai 1936. De communal ce terrain devient aérodrome d'État le 17 mai 1938 sur décision du ministre de l'Air, Guy La Chambre (1898-1975), et le 9 juillet suivant, le premier avion de la compagnie Air France assurant la liaison Paris-Dinard se pose sur ce terrain. Une liaison Jersey-Dinard est inaugurée le 23 mai 1939.
Durant la Seconde Guerre mondiale, l'occupant allemand va transformer ce terrain en le modernisant avec la construction de pistes, de hangars pour leurs bombardiers avec murs pare-éclats en sacs de sable recouvert de filets de camouflage, l'ensemble étant desservi par des chemins en béton. Les Allemands, gênés par le clocher de l'église de Pleurtuit situé dans l'axe de la piste de décollage des bombardiers Heinkel He 111, le feront abattre en 1941.
En 1948, est construit un hangar provisoire pour accueillir les 14 000 passagers qui passent à 40 000 en 1950. En 1951, le commandant Jacques Martin (1920-2018) prend en mains les installations aéroportuaires.
En 1953, l'architecte en chef des bâtiments civils et palais nationaux également architecte de la Ville de Dinard, Patrice Simon (1917-2013) réalise la construction d'une résidence pour loger le personnel de l'aérodrome au lieu-dit Maladreries. C'est à nouveau Patrice Simon qui est chargé de la réalisation de la tour de contrôle et de 1961 à 1963 de l'aérogare dont il confie la décoration picturale à Geoffroy Dauvergne (1922-1977), dont le projet ne sera pas réalisé faute de crédit.
L'inauguration de la nouvelle aérogare intervient le 26 Mai 1963 par Marc Jacquet, Ministre des Transports de l'époque, il s'agissait alors de l'aéroport de Dinard-Pleurtuit-Côte d'Emeraude.
En 1963, la compagnie Rousseau Aviation est créée par Claude Rousseau, ancien mécanicien d'aviation, son siège sociale étant l'aéroport de Pleurtuit. Elle lance son activité de transport aérien public de passagers le 31 mars.
Quand il inaugure l’usine marémotrice de la Rance le 26 novembre 1966 Charles de Gaulle, président de la République française, est accueilli sur le tarmac de Dinard par le commandant Jacques Martin.

Parmi les personnalités ayant fréquenté l'aérodrome de Dinard figure celle de Jacques Brel, chanteur, acteur et metteur en scène, venu dans son propre avion présider en juillet 1972 le festival du film francophone de Dinard.
En 1968, la compagnie Rousseau Aviation fait construire un hangar de 6 000 m2. Puis, en 1969, Claude Rousseau obtient l'autorisation de créer une école de pilotage, toujours à Pleurtuit.
En 1985, le commandant Martin part en retraite, laissant le place à Daniel Gorin qui fut son second de 1980 à 1982. La surface totale de la zone aéroportuaire couvre alors une superficie de 300 hectares.
En 1999, Ryanair, une compagnie Low-cost irlandaise, lance une ligne à destination de Londres-Stansted. Cette ligne, qui était la dernière ligne commerciale régulière depuis Dinard, est fermée en 2021.

## Compagnies aériennes et destinations

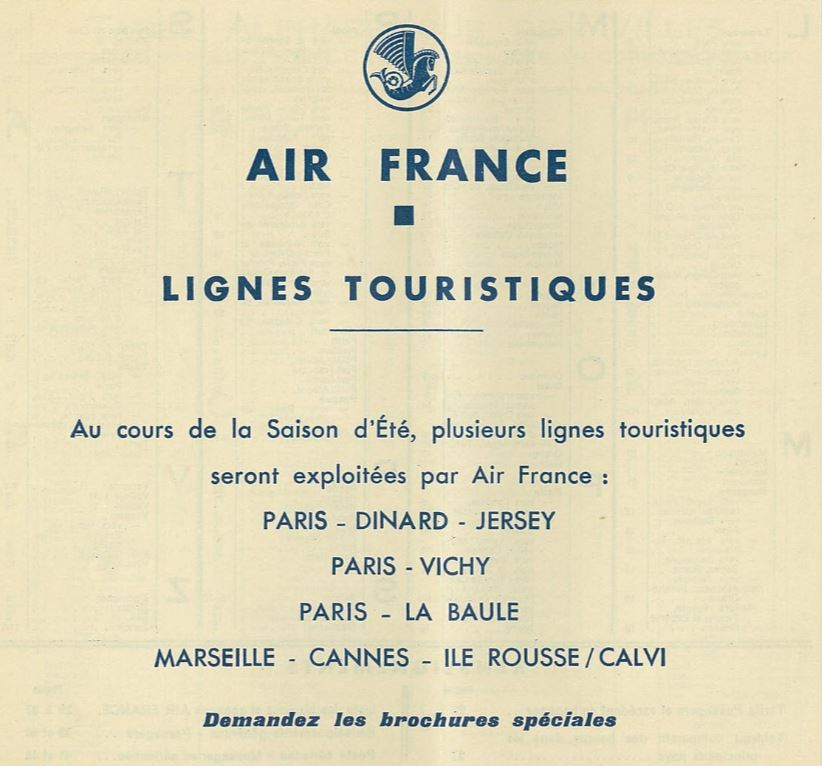
Publicité Air France de 1939 pour la ligne Paris-Dinard-Jersey.

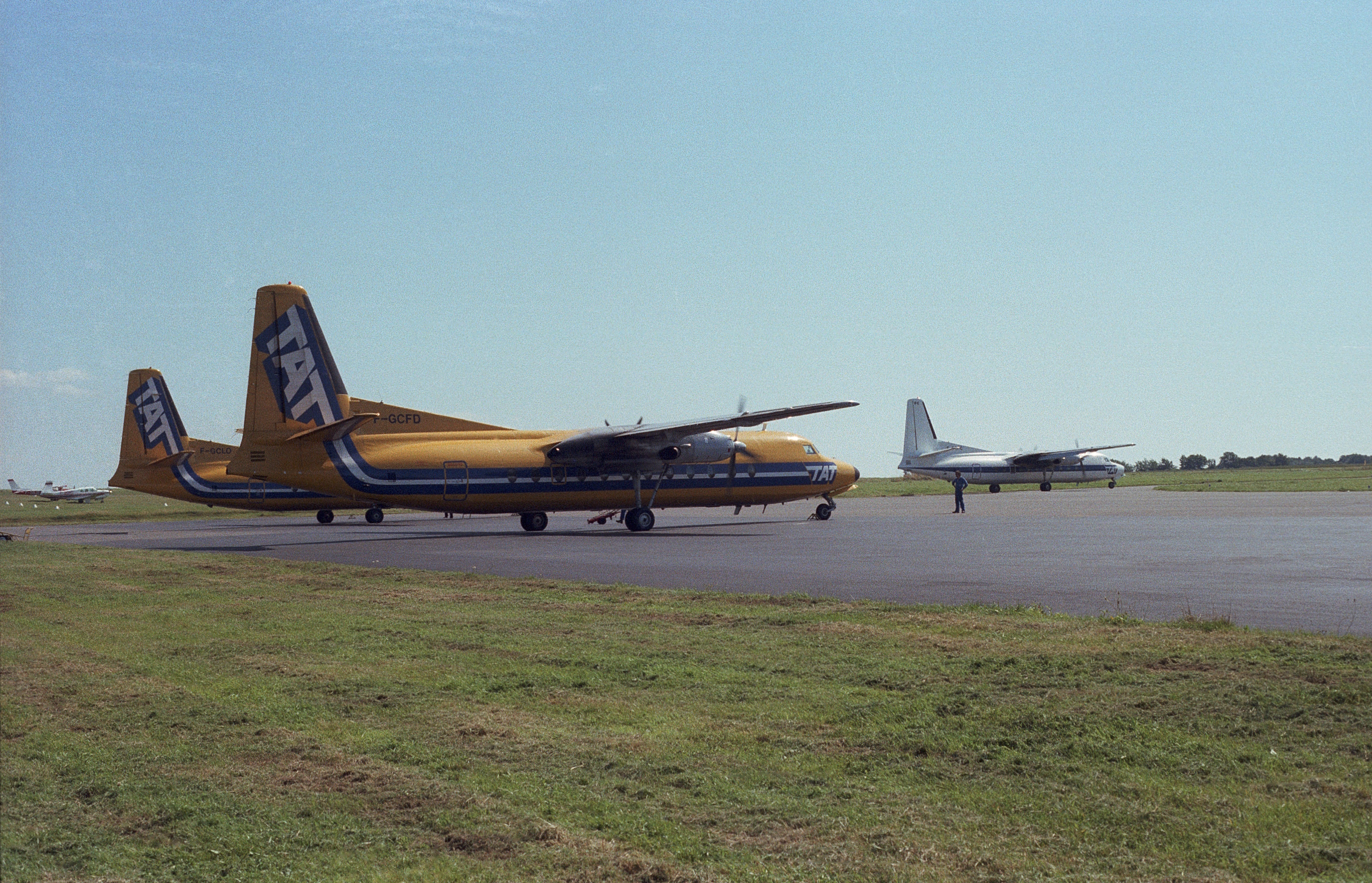
Activité à l'aéroport en 1981 avec les avions de la compagnie TAT.

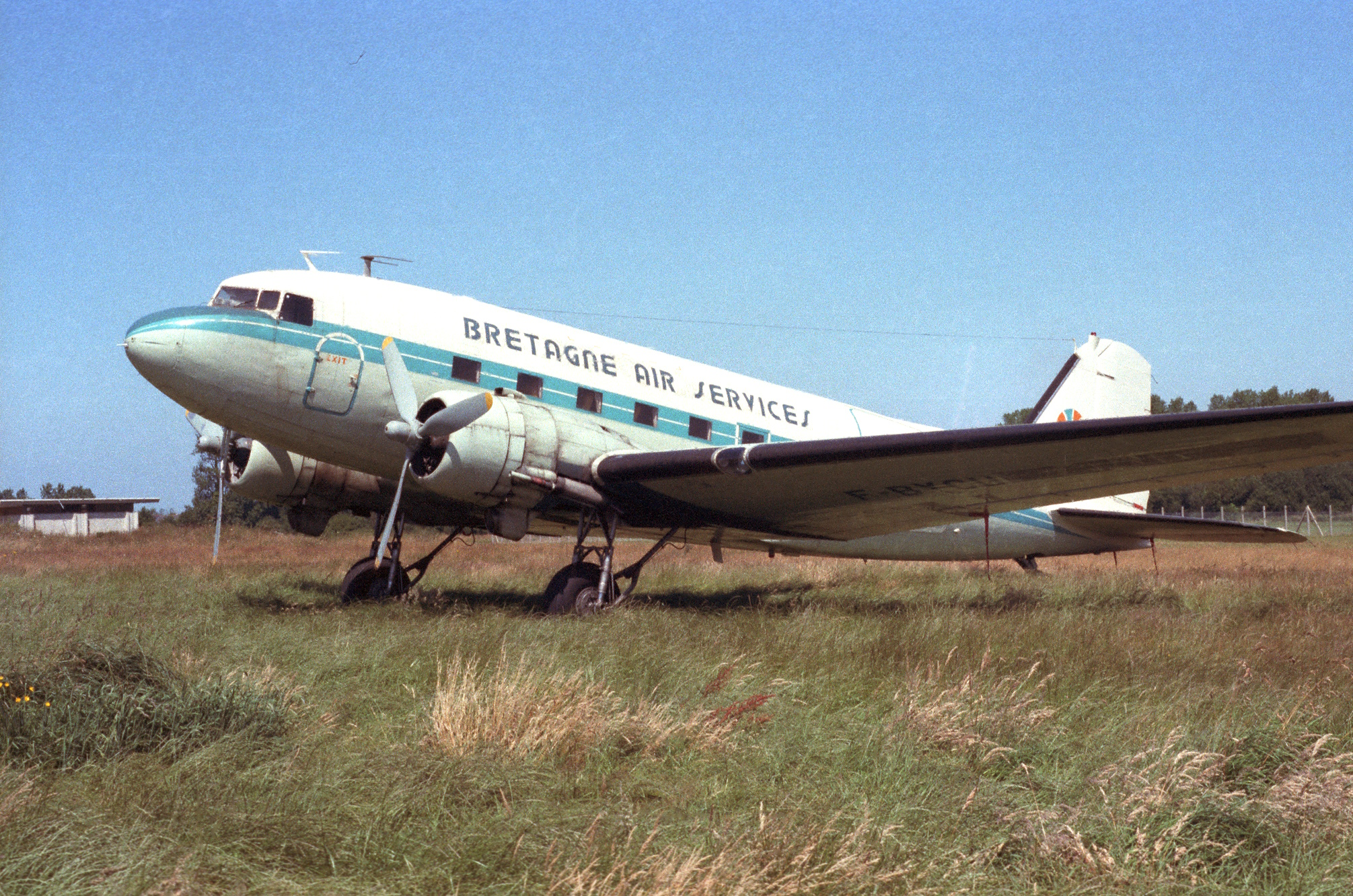
Douglas DC-3 de Bretagne Air Services en 1981 à Dinard.

La compagnie anglo-normande Aurigny Air Services qui exploitait la liaison vers Guernesey a mis fin à cette ligne le 6 janvier 2019 en raison d’un manque de demande.
Début avril 2021, la compagnie irlandaise Ryanair annonce que l'unique vol régulier au départ de l'aéroport et à destination de Londres-Stansted est définitivement abandonné. Ryanair avait porté son dévolu sur Dinard en 1999.
Aucun vol régulier au départ de l'aéroport de Saint-Malo-Dinard-Pleurtuit en 2021.
La compagnie L’Odyssey avait proposé une liaison vers Genève de juillet à octobre 2022 le samedi avec un Saab 340B de 27 places,, affrété à la compagnie lettone Raf-Avia. Le succès n'a pas été au rendez-vous. La ligne n'a donc pas été reconduite.
Par le passé, Dinard a vu passer plusieurs compagnies aériennes desservant différentes lignes comme:
- Air France avec la ligne Paris-Dinard-Jersey à la fin des années 1930,
- Eagles Aviation vers Londres (Central Airport) en 1956, devenue la compagnie Eagle Airways vers Londres (Blackbusch Airport) en Vickers Viking en 1958, devenue Cunard Eagle Airways, vers Londres (Central Airport) en DC-6C en 1960, puis Viking en 1961 et 1963, devenue British Eagle International Airlines, vers Londres (Heathrow)-Dinard-La Baule en Vickers Viscount en 1964, en Britannia et BAC 1-11 en 1966, en Bristol Britannia en 1968 entre Londres-Dinard-La Baule[22],
- Air Inter avec la ligne Paris-Dinard-Quimper en DC-3, Paris-Dinard-Brest dans les années 1960[23],[24] ou  Paris-Dinard en direct comme en 1966[25],
- Cambrian Air Services (CAS) devenue Cambrian Airways effectuait Liverpool-Cardiff-Dinard (en De Havilland Dove en 1953), Southampton à partir de 1956, Liverpool en 1958, Swansea via Jersey en 1958, Cardiff-Bristol-Dinard dès 1960 (en Vickers-Viscount ou Dakota Pionair en 1966)[26],
- Jersey Airlines dans les années 1960 vers Jersey continuant sur Manchester ou Exeter en De Havilland Heron (15 passagers) ou DC-3 (16 passagers), vers Guernesey (avec un Dakota en 1962)[27],
- British European Airways (BEA) vers Londres (Central Airport ) en 1956 puis Londres (Heathrow) dans les années 60[28] (en appareil Viscount-Vickers en 1963 ou 1966,
- Bretagne Air Services avec Guernesey à la fin des années 70 et début des années 1980[29],
- Rousseau Aviation avec la ligne Dinard-Rennes-Paris (Orly) au début des années 1970 ou Jersey, Londres, Saint Brieuc-Dinard-Paris et Lannion-Dinard-Paris (Orly) dans les années 1970,
- TAT (Touraine Air Transport) vers Paris au milieu des années 1970[30] (en Hawker Siddeley 748 de Rousseau Aviation en 1974[30], en Fokker 27 en 1976)[31],
- Air Paris sous la marque TAT vers Jersey,
- Taxi-Avia-France entre Londres-Dinard-Saint Nazaire en Beechcraft 99 avec équipage TAT.
- Rockhopper (anciennement Le Cocq’s Air Linker[32], baptisée Blue Islands en 2006), vers Jersey en Britten-Norman BN-2 depuis 2004[33],[34],
- Ryanair desservait également Nottingham au milieu des années 2010[35], tout comme dans les années 2000-2010, Leeds (Bradford), East Midlands (lancement en 2005)[36], Bristol[37] et Londres-Luton (1er vol le 11 octobre 2004)[38].

## Situation
| \| 20 km1:801 000 \| Dinan Lannion Saint-Brieuc Ouessant Brest Morlaix Quimper Belle-Île Guiscriff - Scaër Ploërmel Pontivy Quiberon Lorient Vannes Redon Rennes Saint-Malo-Dinard BAN Lanvéoc-Poulmic BAN Landivisiau |
| 20 km1:801 000 |

## Fréquentation
Pour des raisons techniques, il est temporairement impossible d'afficher le graphique qui aurait dû être présenté ici.

Voir la requête brute et les sources sur Wikidata.
,
| Année | Passagers | Dont compagnies à bas prix | Mouvements | Fret (t) |
| ----- | --------- | -------------------------- | ---------- | -------- |
| 2023  | 1 096     | -                          | 4 524      | -        |
| 2022  | 1 237     | -                          | 4 009      | -        |
| 2021  | 724       | -                          | 5 675      | -        |
| 2020  | 18 518    | 17 574                     | 5 194      | -        |
| 2019  | 95 814    | 94 296                     | 7 421      | -        |
| 2018  | 108 103   | 104 813                    | 7 318      | 2        |
| 2017  | 121 690   | 116 943                    | 6 633      | 2        |
| 2016  | 110 455   | 105 511                    | 6 796      | 3        |
| 2015  | 129 935   | 125 468                    | 8 258      | 3        |
| 2014  | 114 474   | 108 949                    | 22 200     | 3        |
| 2013  | 130 771   | 125 121                    | 24 748     | 7        |
| 2012  | 138 478   | 131 545                    | 26 610     | 8        |
| 2011  | 134 197   | 124 496                    | 28 289     | 9        |
| 2010  | 122 254   | 112 486                    | 29 073     | 10       |
| 2009  | 136 942   | 123 045                    | 28 883     | 11       |
| 2008  | 201 174   | 191 225                    | 31 532     | 12       |
| 2007  | 178 615   | 168 175                    | 26 202     | 14       |
| 2006  | 164 280   | 154 149                    | 30 667     | 13       |
| 2005  | 180 165   | 168 308                    | 28 709     | 9        |
| 2004  | 144 123   | 119 012                    | 26 742     | 18       |
| 2003  | 112 893   | -                          | 25 548     | 15       |
| 2002  | 96 613    | -                          | 33 757     | 14       |
| 2001  | 87 795    | -                          | 42 788     | 12       |
| 2000  | 55 581    | -                          | 36 057     | 13       |

## Équipements
L'aéroport, ouvert de 7 h 30 à 21 h 30, est équipé de trois pistes, :
| Numéro  | QFU     | Dimensions     | Nature              | TODA            | ASDA            | LDA             | Aides à l'atterrissage | Balisage lumineux                               |
| ------- | ------- | -------------- | ------------------- | --------------- | --------------- | --------------- | ---------------------- | ----------------------------------------------- |
| 17 35   | 171 351 | 2 200 m × 40 m | Revêtue             | 2 200 m 2 200 m | 2 200 m 2 200 m | 2 200 m 2 200 m | GNSS                   | HI/BI - PAPI - Rampe d'approche - Feux à éclats |
| 12 30   | 116 296 | 1 445 m × 45 m | Revêtue             | 1 290 m 1 445 m | 1 445 m 1 445 m | 1 445 m 1 290 m | -                      | -                                               |
| 17R 35L | 171 351 | 200 m × 20 m   | Non revêtue (herbe) | 200 m 200 m     | 200 m 200 m     | 200 m 200 m     | -                      | -                                               |

L'aérogare, d'une superficie de 1 400 m2, peut traiter jusqu'à 250 000 passagers par an.

## Aéroclub de la Côte d'Émeraude
L'aéroclub se situe au nord-est de la piste 12/30, à côté de la caserne de pompiers de l'aéroport.
Il dispose de six avions dont :
- trois avions de voyages habilités au vol de nuit : un Robin DR400-180cv NM, un DR400-160cv HK, un DR400-160cv VZ ;
- trois avions destinés aux promenades locales ainsi qu'aux vols d'instruction : un DR300-108cv OR, un DR221-100cv ZO et un ULM Tecnam P2002JF CE ;
- occasionnellement l'aéroclub met à disposition un avion de voltige CAP10 TJ pour ses membres.

L'aéroclub permet également de faire des vols de découverte par exemple au-dessus :
- du Cap Fréhel[46] ;
- de l'archipel des Ébihens[47] ;
- de la Rance[47] ;
- des villes de Cancale et d'Erquy ;
- du Mont-Saint-Michel (en ULM).

## Accès
L'aéroport se situe, en voiture :
- à 15 minutes du centre-ville de Dinard ;
- à 20 minutes de Dinan ;
- à 25 minutes de Saint-Malo intra-muros ;
- à 55 minutes de Rennes par la voie rapide N137.

L'aéroport n'est pas desservi par les transports en commun, mais il existe une offre importante de taxi sur place. De plus des agences de location de voiture sont disponibles à l'intérieur de l'aérogare.
.

## Station météorologique
Comme dans de nombreux aéroports français, une station météorologique appartenant à Météo-France est attenante à l'aéroport.
| Mois                              | jan. | fév. | mars | avril | mai  | juin | jui. | août | sep. | oct. | nov. | déc. | année |
| --------------------------------- | ---- | ---- | ---- | ----- | ---- | ---- | ---- | ---- | ---- | ---- | ---- | ---- | ----- |
| Température minimale moyenne (°C) | 3,6  | 3,3  | 4,9  | 5,9   | 9,1  | 11,7 | 13,7 | 13,8 | 11,8 | 9,4  | 6,3  | 3,9  | 8,1   |
| Température moyenne (°C)          | 6,2  | 6,3  | 8,4  | 9,9   | 13,2 | 15,8 | 17,8 | 17,9 | 16   | 13   | 9,2  | 6,6  | 11,7  |
| Température maximale moyenne (°C) | 8,8  | 9,3  | 11,9 | 13,9  | 17,2 | 19,9 | 22   | 22   | 23,3 | 16,4 | 12,1 | 9,2  | 15,3  |
| Précipitations (mm)               | 63   | 49   | 51   | 37    | 62   | 38   | 40   | 35   | 47   | 75   | 77   | 64   | 644   |

## Divers

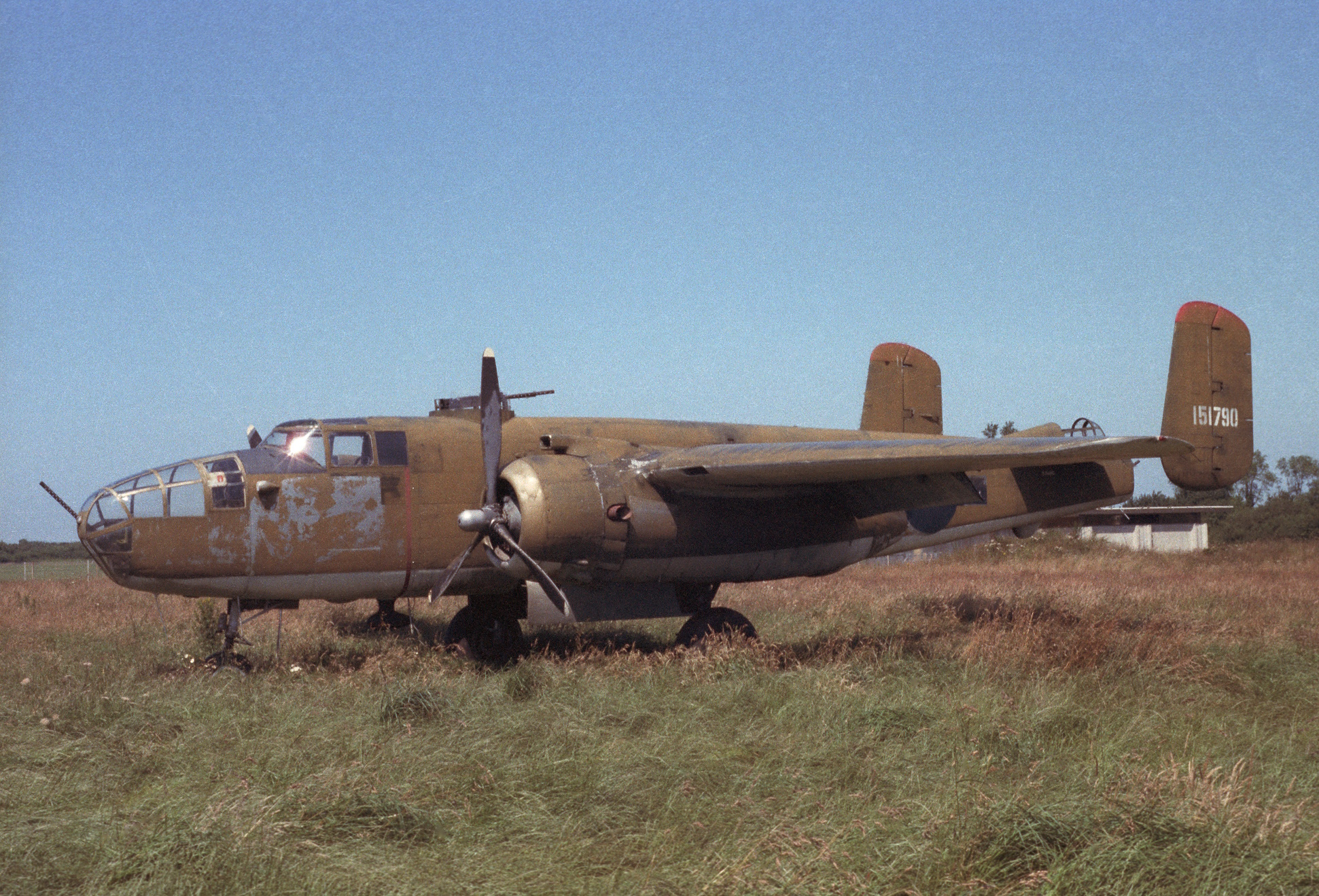
Le B25 N° de série : 44-86701 à Dinard-Pleurtuit en 1981.

- Les compagnies aériennes Rousseau Aviation et Bretagne Air Services, aujourd'hui disparues, étaient basées à l'aéroport de Dinard.
- Un bombardier B25 n° de série 44-86701, récupéré pour des tournages de film dont "Catch-22" ou "Hanover Street", resta longtemps pensionnaire sur l'herbe de l'aérodrome avant d'être désossé pour rejoindre le musée de l'Air du Bourget.